# Берзецио (Кунео)
Берзецио је насеље у Италији у округу Кунео, региону Пијемонт.
Према процени из 2011. у насељу је живело 65 становника. Насеље се налази на надморској висини од 1624 м.